# Landschaftsschutzgebiet Teutoburger Wald mit Lippischem Wald, Osning-Kamm und östlichem Osning-Vorland

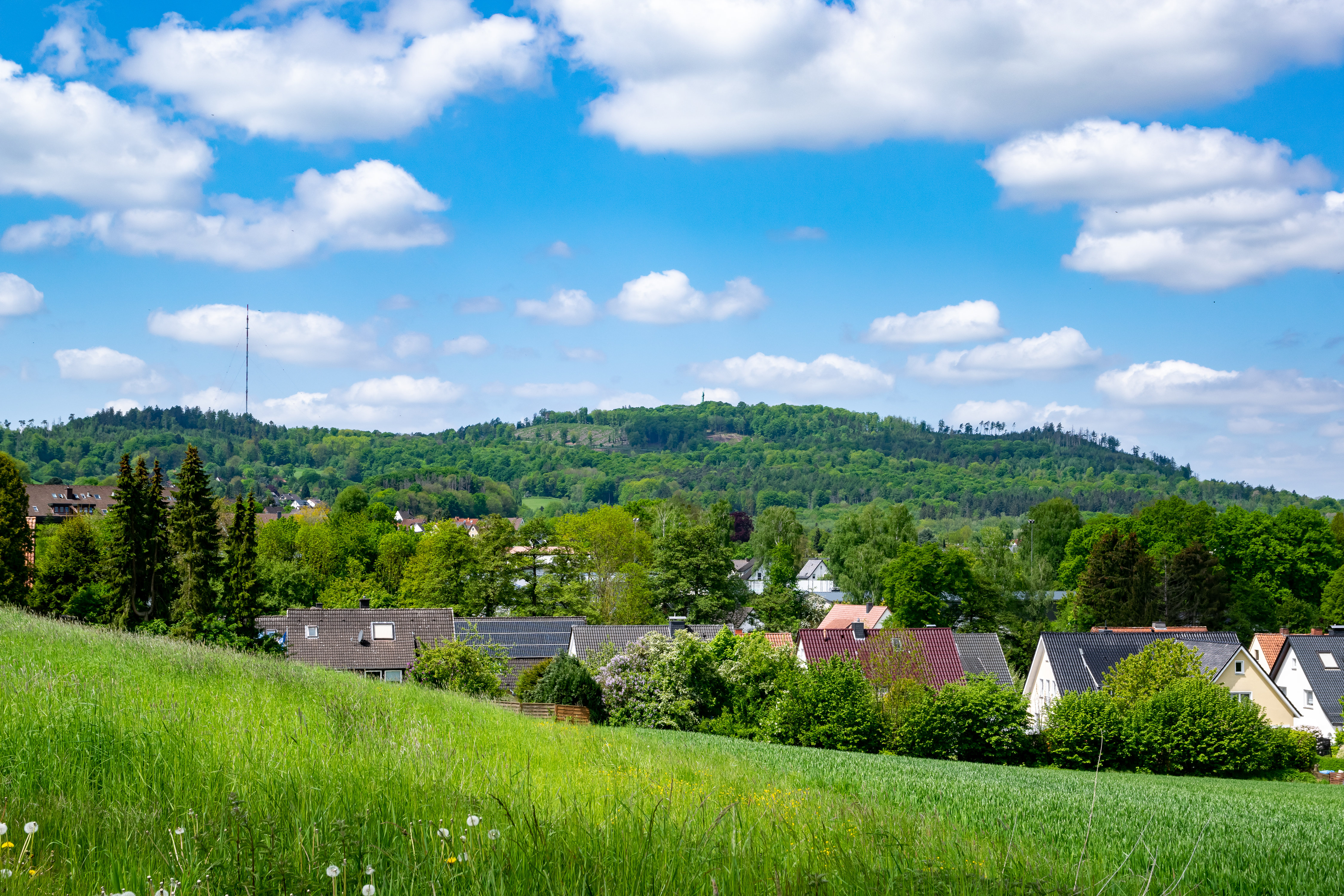
Landschaftsschutzgebiet Teutoburger Wald mit Lippischem Wald, Osning-Kamm und östlichem Osning-Vorland

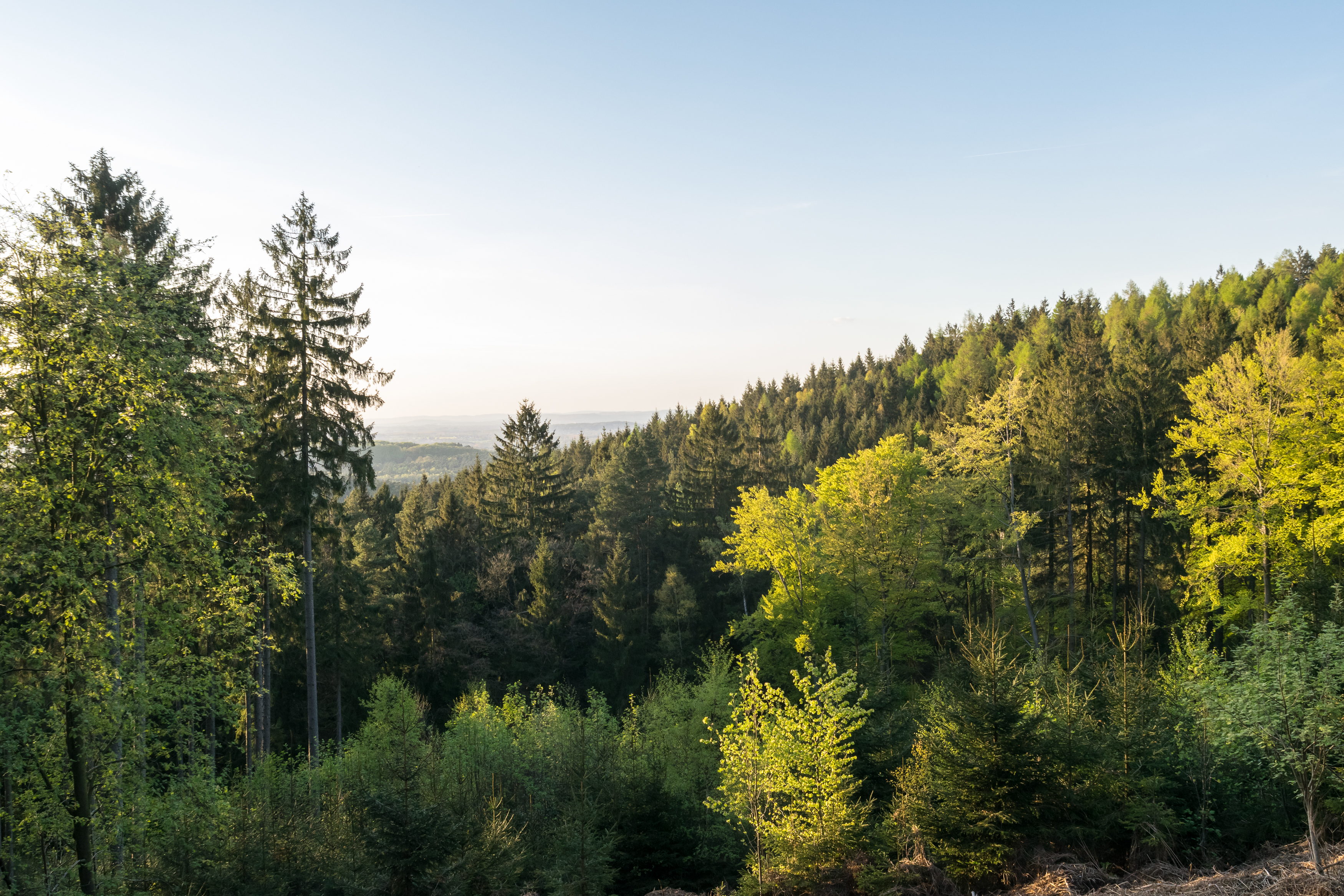
Wald am nordwestlichen Hang der Grotenburg

Das Landschaftsschutzgebiet Teutoburger Wald mit Lippischem Wald, Osning-Kamm und östlichem Osning-Vorland mit etwa 1.451 ha Flächengröße liegt auf den Gebieten von Oerlinghausen, Lage, Detmold, Augustdorf und Schlangen. Es wurde 2006 mit dem Landschaftsplan Detmold durch den Kreistag des Kreises Lippe als Landschaftsschutzgebiet (LSG) ausgewiesen. Das LSG besteht aus zahlreichen unterschiedlich großen Teilflächen.

## Beschreibung
Das LSG umfasst die Bereiche des Teutoburger Wald außerhalb von bebauten Bereichen und anderen Schutzgebieten. Im Schutzgebiet liegen hauptsächlich Wälder und Grünland. Auch Gewässer liegen im LSG. Die Wistinghauser Schlucht liegt im LSG.
Zum Wert des Schutzgebietes führt der Landschaftsplan aus: „Das Gebiet hat darüber hinaus noch für weitere Arten der Vogelschutz-Richtlinie Bedeutung. Es handelt sich um die Arten Zwergtaucher, Schwarzstorch, Kranich, Rotmilan, Wespenbussard, Waldwasserläufer, Uhu, Raufußkauz, Eisvogel, Grauspecht, Neuntöter und Pirol. “ Der Landschaftsplan führt auch die Vogelarten Kornweihe, Wendehals, Schwarzspecht, Ziegenmelker, Heidelerche, Wiesenpieper, Schwarzkehlchen und Braunkehlchen für das LSG auf.
Zum Schutzgebiet führt der Landschaftsplan aus: „Das Landschaftsschutzgebiet umfasst einen Teil der im Biotopkataster NRW  enthaltenen Bereiche mit Bedeutung für den Biotop- und Artenschutz, Flächen mit Bedeutung für den Biotopverbund, wichtige unzerschnittene Lebensräume, prägende, belebende und gliedernde Elemente sowie im Gebietsentwicklungsplan genannte wichtige Erholungsbereiche. Weiterhin wurden Gebiete mit besonderer Wasserschutzfunktion, mit kleinklimatischer Bedeutung, Bodenregulationsfunktion sowie mit hoher natürlicher Bodenfruchtbarkeit in das Landschaftsschutzgebiet einbezogen.“

## Schutzzwecke für das LSG
Laut Landschaftsplan erfolgte die Ausweisung des LSG
- „zur Erhaltung und Wiederherstellung der Leistungsfähigkeit des Naturhaushaltes mit seinen vielfältigen Funktionen Wasserschutz, Klimaschutz, Bodenschutz,, Biotop- und Artenschutz,“
- „zur Erhaltung der Nutzungsfähigkeit der Naturgüter,“
- „zur Erhaltung und Entwicklung des für den Planungsraum typischen Landschaftsbildes mit seinen prägenden Tälern, naturnahen Waldbeständen, geomorphologischen Ausprägungen und gliedernden und belebenden Elementen,“
- „zur Erhaltung und Sicherung der besonderen Bedeutung des Planungsraumes für die Erholung.“
- „zur Erhaltung und Sicherung der vorhandenen Lebensraumvielfalt als Lebensgrundlage für die Vogelarten, die gem. Vogelschutzrichtlinie zur Ausweisung des Vogelschutzgebietes DE-4118-401 "Senne mit Teutoburger Wald" geführt haben.“[1]

## Rechtliche Vorschriften
Im Landschaftsschutzgebiet ist unter anderem das Errichten von Bauten und Fischteichen verboten.